# كأس إنترتوتو 1975
كأس إنترتوتو 1975 هو الموسم 15 من كأس إنترتوتو. فاز فيه نادي لينز.